# Gut Bülheim
Das Gut Bülheim ist ein Gutshof im Süden der Bülheimer Heide.

## Lage
Das Gut liegt östlich der Bundesstraße 68 südöstlich von Lichtenau und nordwestlich von Kleinenberg im Lichtenauer Becken. Es gehörte zum Hochstift Paderborn, zählt zum Bürener und Paderborner Land sowie zur historischen Landschaft Soratfeld.

## Vorgeschichte
In der Bülheimer Heide beim Gut Bülheim liegen 42 Hügelgräber. In der Taubenheide 1 km südwestlich des Gutes liegen weitere 10 Hügelgräber. Ihre Einordnung in die Bronzezeit ist bloß Vermutung: 1921 wurden die Hügelgräber durch August Stieren und H. Schoppmann kartiert und zwei von ihnen untersucht, ohne dass aussagekräftige Funde gemacht wurden. Damals waren einige durch Steinentnahmen schon stark beschädigt. Während des Zweiten Weltkriegs wurden einige weitere Hügelgräber bei der Anlage von Ackerflächen zerstört.

## Geschichte
Das ehemalige Bülheim lag in einer Siedlungsinsel um die spätere Stadt Lichtenau, die im Zuge des karolingischen Siedlungsausbaus nach der Eroberung Sachsens (772–804) durch Karl den Großen um 800 entstand. Und schon im 9. Jahrhundert ist in Bülheim Besitz des Klosters Corvey erwähnt.
Zur Zeit des Bischofs Meinwerk (1009–1036) übertrug ein Tidierus seine Güter in Bülheim dem Bistum Paderborn.
Später befand sich in dem Ort ein Villikationshof der Grafen von Arnsberg, den diese an die Herren von Atteln verlehnt hatten. 1216 verkaufte Anselm von Atteln mit Zustimmung des Lehensherren den Hof an das Kloster Willebadessen. Graf Gottfried von Arnsberg übertrug dem Kloster auch das Obereigentum an dem Hof.
Zur Zeit der spätmittelalterlichen Wüstungsbildung fiel auch Bülheim wüst. In der Neuzeit wurde an seinem Ort das Gut Bülheim wieder besiedelt. Noch am Ende des Hochstifts Paderborn galt das auch Bülheimer Hof genannte Gut als von kommunaler Verwaltung freier Einzelhof.

## Gegenwart
Zum Gut gehört ein größerer Teich, der von der Sauer gespeist wird. Dieser diente mindestens bis 1898 zum Betrieb einer Wassermühle. Der ehemalige Schafstall ist als Baudenkmal gelistet.
Der Name Bülheim ist auch mit den erwähnten Hügelgräbern in der Bülheimer Heide und dem dortigen Naturschutzgebiet Sauerbachtal Bülheim verbunden.